# Enderlin
Enderlin – miasto w Stanach Zjednoczonych, w stanie Dakota Północna, w hrabstwie Cass.